# Tetracera glaberrima
Tetracera glaberrima är en tvåhjärtbladig växtart som beskrevs av Ugolino Martelli. Tetracera glaberrima ingår i släktet Tetracera och familjen Dilleniaceae. Inga underarter finns listade i Catalogue of Life.